# Pîreatînșciîna, Hadeaci
Pîreatînșciîna (în ucraineană Пирятинщина) este un sat în comuna Mala Pobîvanka din raionul Hadeaci, regiunea Poltava, Ucraina.

## Demografie
Componența lingvistică a localității Pîreatînșciîna
     Ucraineană (100%)
Conform recensământului din 2001, toată populația localității Pîreatînșciîna era vorbitoare de ucraineană (100%).